# Balogh Judit (kosárlabdázó)
Balogh Judit (Pécs, 1968. március 16. –) kosárlabdázó, edző, vezetőedző.

## Élete és pályafutása
Általános iskolai tanulmányait a Bartók Béla úti általános iskola '82-es 8b osztályában végezte el.
Már gyermekkorában sportolni kezdett és komoly sikereket ért el már tinédzserként is a kosárlabdában. 1982-től a Budai Nagy Antal Gimnázium, majd 1986-tól az ELTE BTK 2004-től a SOTE diákja volt. Tanulmányait felnőtt fejjel is folytatta az ELTE-n és a SOTE-én is.
1991-2003 között hivatásos sportolóként tevékenykedett majd 2004-től a BEAC-Újbuda női kosárlabda szakosztály szakmai igazgatója és vezetőedzője lett. 2007-től U16-os és U18-as lány válogatott szövetségi kapitány és szakmai továbbképzéseken előadó. 2008-tól a Magyar Kosárlabdázók Országos Szövetsége Szakmai Bizottsági tagja.
Férje Saeed Armaghani kosárlabdaedző volt (1993-2002) válásukig, két gyermekük van.

## Eredményei

### Játékosként
- 223 válogatott mérkőzés
- 3x EB 3.[3] hely – 1985, 1987, 1991
- EB 4. hely – 1997
- 2x Ronchetti Kupa győztes – 1996, 1998
- 4x Magyar Bajnok – 1991, 1993, 1999, 2002
- 3x Magyar Kupa győztes – 1990, 1991, 1995
- Francia Kupa győztes – 1996
- 9x az Év Játékosa Magyarországon
- az Év Külföldi Játékosa Franciaországban – 1996
- 2x All Star csapattag Európa-Bajnokságon – 1991, 1997
- 6x Egyetemi és Főiskolai Bajnok

### Edzőként
- U22-es Magyar Bajnok – 2006
- U16-os A Divíziós EB 7. és 8. Hely – 2007, 2008
- U18-as B Divíziós Európa Bajnok – 2009
- Egyetemi és Főiskolai Bajnok – 2009